# إديث غولن
إديث غولن (بالإسبانية: Edith Guillén)‏ هي دراجة كوستاريكية، ولدت في 5 مارس 1985 في كوستاريكا.

## وصلات خارجية
- إديث غولن على موقع الاتحاد الدولي للدراجات (الإنجليزية)
- إديث غولن على موقع أرشيف الدراجات (الإنجليزية)
- إديث غولن على موقع إحصائيات الدراجات الإحترافية (الإنجليزية)
- إديث غولن على موقع نسبة الدراجات (الإنجليزية)